# Okina-Chabo
Okina-Chabo (jap. おきな矮鶏) ist eine japanische Zwerghuhnrasse.
Die Chabos (矮鶏 chabo, wörtlich „Zwergvogel“) sind uralte japanische Zwerghühner und gehören zu den sogenannten „Urzwergen“, also den echten Zwergrassen, die es schon immer nur in kleiner Form gab, im Gegensatz zu später verzwergten, also durch Zucht verkleinerten Rassen, wie zum Beispiel den Zwergseidenhühnern.
Okina-Chabos sind eine bärtige Form der Chabos, die die Kehllappen im Bart haben (おきな okina, veraltet in Kanji 翁, bedeutet „alter Mann“). Die bärtigen Chabos sind um 1923  in Japan als jüngste Variante der japanischen Chabos entstanden. Sie sind seit 1996 in Deutschland als Rasse anerkannt. 
Früher wurden Okinas wie heute die Seramas auf besondere Kleinheit gezüchtet, heute liegt das Gewicht bei den Hähnen bei ca. 600 Gramm, bei der Henne bis 500 Gramm. Der einzige anerkannte Farbschlag ist weiß und AOC weiß seidenfiedrig, wobei in Japan auch noch andere Farbschläge existieren sollen. Okina-Chabos sind sowohl in Europa als auch im Ursprungsland Japan relativ selten.
In Deutschland wird die Rasse durch den Club der Chabozüchter von 1925 e. V. betreut.